# Combate de Arroio Hondo
O Combate de Arroio Hondo, também conhecido como Combate de Penimbu ou Puru-Hué (Peru-Huê), travou-se no dia 3 de agosto de 1867, durante a Guerra do Paraguai.

## A batalha

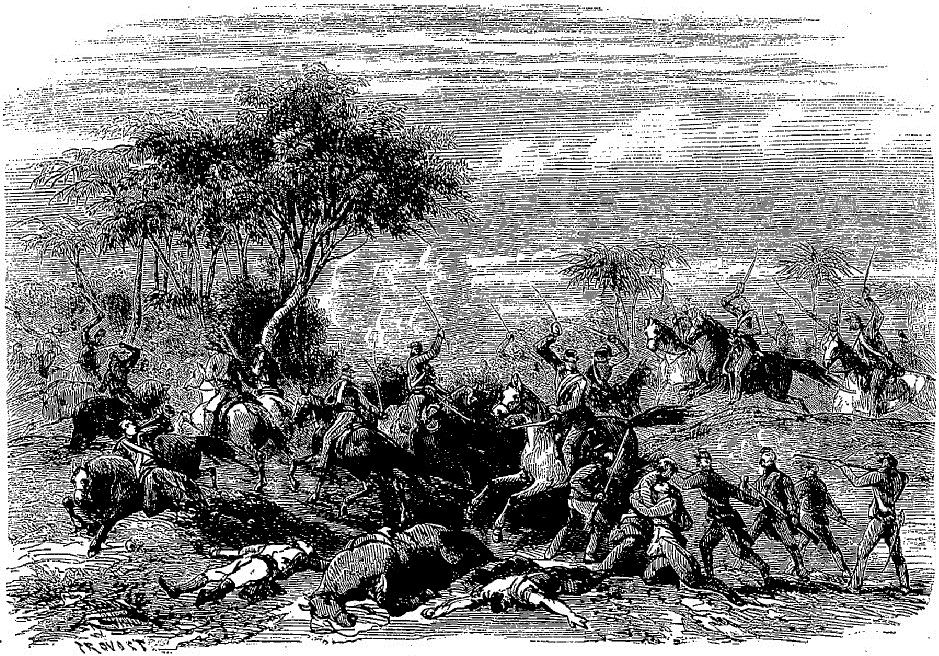
Combate de Puru-Hué (Almanach du Magasin pittoresque, 1869).

Na região de Penimbu dentro do território paraguaio, uma coluna destes, sob a liderança do comandante Eustacio Rojas fora atacada por uma carga de cavalaria da Guarda Nacional Imperial sob o comando do brigadeiro Andrade Neves. Após o ataque as tropas paraguaias fugiram sendo perseguidas até Posta Chuchu.